# Wapen van De Dommel

Het wapen van De Dommel

Het wapen van het waterschap De Dommel is op 20 december 1951 bij Koninklijk Besluit aan het in 1863 opgerichte waterschap toegekend. Het waterschap is in 1974 en 1992 door fusies met andere waterschappen flink uitgebreid, maar het wapen is ongewijzigd gebleven.

## Blazoen
Het blazoen dat bij de Hoge Raad van Adel bekend is, luidt als volgt:
Doorsneden : a van zilver, bezaaid met liggende blokjes van sinopel; b van goud met drie korenschoven van keel, geplaatst 2 en 1; over de doorsnijdingslijn een golvende dwarsbalk van azuur, beladen met een steenkarper van zilver. Het schild gedekt met een gouden kroon van drie bladeren en twee paarlen.
De heraldische kleuren in het wapen zijn: zilver (wit), sinopel (groen), goud (geel), azuur (blauw) en keel (rood).
Het schild wordt gedekt door een gouden kroon van drie bladeren met daartussen twee parels. Dit is de zgn. gravenkroon.

## Symboliek
De blauwe gegolfde lijn stelt de rivier de Dommel voor, de voornaamste waterloop in het beheergebied van het waterschap. De blokjes stellen turf voor, dat vroeger in een deel van het gebied werd afgegraven. De korenschoven staan voor de akkerbouw in het gebied. Het is niet duidelijk waarom een steenkarper (Carassius Carassius) in het water is geplaatst. Deze vis komt als wapenfiguur niet op andere wapens in het gebied voor, maar in het water zijn wel steenkarpers aanwezig.